# Martha Griebler
Martha Griebler (* 1948 in Stockerau, Niederösterreich; † 9. August 2006 ebenda) war eine österreichische Malerin, Buchautorin und -illustratorin.

## Leben
Griebler studierte an der Hochschule für Angewandte Kunst in Wien. Sie profilierte sich in erster Linie als sehr produktive und äußerst feinsinnige Zeichnerin; ihre Werke wurden in zahlreichen Ausstellungen in Galerien und Museen in Österreich, Italien, der Schweiz, Liechtenstein, Tschechien und Deutschland gezeigt.
In den letzten zehn Jahren ihres Lebens waren Darstellungen aus dem Umfeld des Komponisten Franz Schubert, seiner Musik und seines Freundeskreises eines der Hauptarbeitsfelder von Griebler. In diesen Jahren arbeitete sie eng mit der Schubertiade Vorarlberg zusammen.
Griebler ist die Mutter des Künstlers Matthias Griebler. Daniel Kehlmann beschrieb dessen Einsatz für seine Mutter während ihrer schweren Erkrankung 2005 in dem Porträt Mein Name sei Anzengruber.

## Werke
- 2003: Briefmarkenserie Das Jahr des Winzers. Fürstentum Liechtenstein[3][4][5]
- 2006: Briefmarke 250. Geburtstag Wolfgang Amadeus Mozart 1756 Fürstentum Liechtenstein

## Ausstellungen
- 2002: Zeichnungen. in der Ausstellungsbrücke der Landhausgalerie in St. Pölten[6]
- 2003: Bilder vom Wein. Fürstentum Liechtenstein[7]
- 2011: Martha Griebler und Herwig Zens zu Franz Schubert. Angelika-Kaufmann-Saal in Schwarzenberg[8]
- 2017: Martha Griebler – Meisterzeichnungen zusammen mit der Bode Galerie & Edition auf der Schubertiade Vorarlberg vom 17. – 25. Juni 2017 und vom 25. August – 3. September 2017 in Schwarzenberg, Österreich

## Publikationen
- Frau Holle. Breitschopf, Wien 1986, ISBN 3-7004-2002-1.
- Schneewittchen. Breitschopf, Wien 1986, ISBN 3-7004-2000-5.
- Der Hase und der Igel. Breitschopf, Wien 1987, ISBN 3-7004-2007-2.
- Illustration in: Milan Ráček: Leo. Ein Postskriptum. Bibliothek der Provinz, Weitra 1999, ISBN 3-85252-329-X.
- Zeichnungen in: Rudi Weiß (Mundartgedichte): Rudieschen. Rundblick-Verlag, Bisamberg 2004, ISBN 3-900809-22-4.
- Franz Schubert. Zeichnungen. Bildband, Richard Pils (Edition), Vorworte von Graham Johnson und Eberhard Feltz, Bibliothek der Provinz, Weitra 2005, ISBN 978-3-85252-697-3.